# Kawanishi J3K
Il Kawanishi J3K (?), identificato anche, secondo la convenzione di designazione "lunga", caccia intercettore per la marina tipo 17 Shi Otsu (B) era un caccia intercettore ad ala bassa sviluppato dall'azienda giapponese Kawanishi Kōkūki KK nei primi anni quaranta e rimasto allo stadio progettuale.
Destinato al Dai-Nippon Teikoku Kaigun Kōkū Hombu, la componente aerea della Marina imperiale giapponese, venne sviluppato parallelamente al Kawanishi N1K-J Shiden (紫電? folgore viola) (nome in codice alleato George) ma venne abbandonato già dalle prime fasi di sviluppo.

## Utilizzatori
Giappone
- Dai-Nippon Teikoku Kaigun Kōkū Hombu (previsto)